# Teara erebodes
Teara erebodes är en fjärilsart som beskrevs av Oswald Beltram Lower. Teara erebodes ingår i släktet Teara och familjen tandspinnare. Inga underarter finns listade i Catalogue of Life.